# Stygnomma granulosum
Stygnomma granulosum – gatunek kosarza z podrzędu Laniatores i rodziny Stygnommatidae.
Gatunek ten opisany został po raz pierwszy w 1947 roku przez Clarence’a Jamesa Goodnighta i Marie Louise Goodnight pod nazwą Pellobunus granulosa.
Pajęczak neotropikalny, znany z Meksyku, Belize i Hondurasu.